# Juraj Šebalj
Juraj Šebalj (26. veljače 1976.), hrvatski vozač automobilskih rallyja.
Debitirao je 1995. u Renault Clio kupu, te je svoju prvu trkaću sezonu završio na drugom mjestu. 1996. godine nastupio je u reliju, vozeći Peugeot 106 Rally. 
1997. vozio je Rover Mini Cooper, a od 1998 do 2003. vozi Škoda Felicia i Škoda Octavia kup, te nakon više pobjedničkih postolja počinje ozbiljnije voziti rally. 2003 godine s Renault Clio S1600 nastupa u junior WRC-u. Rally Monte Carlo završava na 6. mjestu, a u Turskoj mu otkazuje ovjes. Od 2004. godine sa suvozačem Tonijem Klincem krenula je serija pobjeda i postolja na raznim rallyjima, vozeći Subarua Imprezu STi, Citroëna C2 S1600 te od 2007. Mitsubishija Lancera Evo IX.
Sa suvozačem Tonijem Klincem deset je puta bio prvak Hrvatske u rallyju.
Zaključno s natjecanjem iz 2016., sedam je puta osvojio INA Delta Rally. Šest je puta pobijedio s Tonijem Klincom. 2016. je godine vozeći Mitsubishi Lanceru EVO IX pobijedio sa suvozačicom Majom Sobol u 42. izdanju ovog rallyja.
2011. je godine s Tonijem Klincem osvojio dvostruki naslov prvaka, osvojivši prvenstvo Hrvatske i Međunarodno regionalno prvenstvo Hrvatske.
S Tonijem Klincem je nekoliko puta osvojio Rally Novi Vinodolski, od čega triput zaredom prva tri izdanja tog rallyja.
Na Rallyju Saturnus 1995. bio je suvozač Miroslavu Cariću u Škodi Favoritu 136L.
Prvak Srednjoeuropske zone (CEZ) u klasi N 2014. i 2015. godine, vozeći Mitsubishi Lancer Evo IX.
Sudionik Svjetskog prvenstva u reliju 2003. i 2006. godine.

## Vanjske poveznice
- Večernji list Juraj Šebalj
- Facebook Juraj Šebalj